# Grafton (Schiff, 1936)
HMS Grafton (H89) war ein Zerstörer der G-Klasse der britischen Royal Navy. Im Zweiten Weltkrieg wurde der Zerstörer mit den Battle Honours „Atlantic 1939“ und „Dunkirk 1940“ ausgezeichnet.
Der Zerstörer ging am 29. Mai 1940 bei der Evakuierung britischer Truppen vor Dünkirchen verloren.

## Geschichte
Die HMS Grafton war der zweite der beiden Zerstörer der G-Klasse, die bei Thornycroft in Woolston bei Southampton gebaut wurden. Nach der Bestellung am 5. März 1934 erfolgte die Kiellegung des Neubaus 1126 am 30. August 1934, 15 Tage nach dem Schwesterschiff Glowworm. Das siebte Grafton der Royal Navy lief am 18. September 1935 vom Stapel und wurde am 20. März 1936 in Dienst gestellt. Zuletzt hatte der Kreuzer Grafton der Edgar-Klasse den Namen geführt, der von 1895 bis 1920 in der Royal Navy, zuletzt im Mittelmeer, eingesetzt war.

### Einsätze des Zerstörers

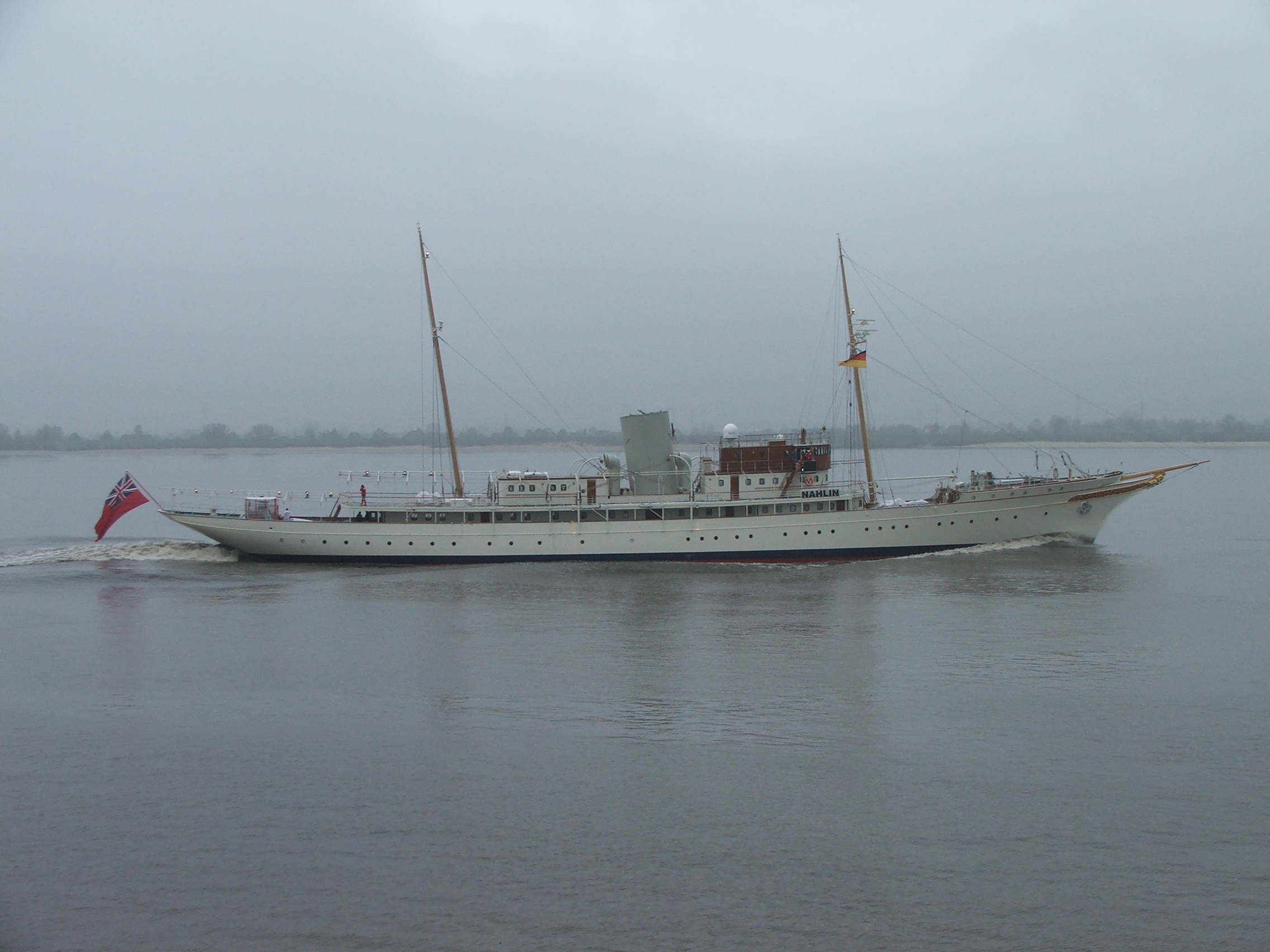
Die Yacht Nahlin 2009

Vom 10. August bis zum 9. September 1936 begleitete der Zerstörer die Yacht Nahlin, mit der König Eduard VIII. das östliche Mittelmeer bereiste.
Mit ihren Schwesterschiffen kam die Grafton 1936 zur „1st Destroyer Flotilla“ bei der Mediterranean Fleet, wo sie alte Zerstörer der V- und W-Klasse ersetzten. Ab dem Herbst 1936 kam der Zerstörer in spanischen Gewässer zur Beobachtung des spanischen Bürgerkriegs und zur Durchführung der Neutralitätspatrouillen zum Einsatz, eine Aufgabe die bis Anfang 1939 immer wieder den Einsatz von Teilen der Flottille erforderte. Bei Kriegsausbruch war der Zerstörer zu einer routinemäßigen Werftliegezeit in Malta.
Vom 19. bis 22. Oktober 1939 verlegte die Grafton mit der ersten Gruppe der Flottille (Gallant, Glowworm, Greyhound) nach Plymouth zum Western Approaches Command, um die südwestlichen Zufahrtswege zu den britischen Inseln zu sichern. Im November 1939 wechselte Grafton wie Glowworm zur „22nd Destroyer Flotilla“ nach Harwich um Sicherungs- und Überwachungsaufgaben in der Nordsee zu übernehmen.
Am 10. Januar 1940 wechselte Grafton zur neu aufgestellten „1st Destroyer Flotilla“. Diese auch in Harwich aufgestellte Flottille kontrollierte Schiffe, die zwischen dem Deutschen Reich und den Niederlanden verkehrten, nach Konterbande. Zwischen dem 26. März und dem 14. April wurde das Schiff bei Brigham & Cowan in Hull überholt und fiel anfangs für Einsätze gegen das Unternehmen Weserübung aus. Nach dem Werftaufenthalt wurde das Schiff der Home Fleet zugeteilt und sicherte bis zum 11. Mai Transporte nach Norwegen. Sie wurde dann wegen der deutschen Westoffensive wieder in der südlichen Nordsee eingesetzt. Am 24. Mai 1940 unterstützte der Zerstörer zusammen mit den Kreuzern Arethusa und Galatea sowie den Zerstörern Wessex, Vimiera, Wolfhound, Verity, Greyhound und der polnischen Burza von See her die Verteidiger von Calais.

### Einsatz bei Dünkirchen
Ende Mai/Anfang Juni 1940 wurde Grafton gemeinsam mit vielen anderen Schiffen (darunter die Schwesterschiffe Gallant, Grenade, Greyhound) bei der Evakuierung der um Dünkirchen eingekesselten alliierten Truppen (Operation Dynamo) eingesetzt. Am 29. Mai 1940 lief das Schiff voll beladen mit Heeressoldaten aus Dünkirchen nach Dover, wollte dann jedoch dem Zerstörer Wakeful helfen, der kurze Zeit vorher vor Nieuwpoort von einem deutschen Schnellboot torpediert worden war. Nachdem das Schiff längsseits gegangen war, schoss das deutsche U-Boot U 62 einen Torpedo, der die Grafton am Heck traf. Kleinere Hilfsschiffe begannen, die Soldaten und die Besatzung abzubergen. Als es nicht gelang, den Zerstörer in Schlepp zu nehmen, wurde die Grafton angesichts der erheblichen Gefährdung durch deutsche Luft- und Seestreitkräfte durch den Zerstörer Ivanhoe mittels eines Torpedos versenkt.
Am selben Tag ging auch die Grenade verloren; Gallant und Greyhound wurden schwer beschädigt.